# Microlepia marginata
Microlepia marginata là một loài thực vật có mạch trong họ Dennstaedtiaceae. Loài này được (Panz.) C. Chr. miêu tả khoa học đầu tiên năm 1905.